# Matveevo-Kurganskij rajon
Il Matveevo-Kurganskij rajon, in russo Матвеево-Курганский район?, è un rajon dell'Oblast' di Rostov, nella Russia europea. Istituito nel 1923, il capoluogo è Matveev Kurgan.